# Катцл, Брент
Брент Майкл Катцл (англ. Brent Michael Kutzle; род. 3 августа 1985, Ньюпорт-Бич, Калифорния) — американский музыкант, мультиинструменталист, автор песен, музыкальный продюсер и кинокомпозитор. Бас-гитарист и виолончелист поп-рок-группы OneRepublic.

## Биография

### Ранние годы и образование
Брент Катцл родился 3 августа в 1985 году в Ньюпорт-Бич, штат Калифорния, США. Учился в начальной школе имени Итана Б. Аллена, а когда Бренту исполнилось 13 лет, он стал посещать школу Сары МакГарвин, расположенную в Вестминстере, штат Калифорния, а позже — среднюю школу Ла Квинта (там же).
Брент закончил Калифорнийский баптистский университет в Риверсайде и Вангардский университет в Коста-Меса.

### Музыкальная карьера
Катцл начал играть на фортепиано в раннем возрасте, его мать была церковной органисткой и преподавательницей игры на фортепиано, а отец — пианистом и одним из 84 пианистов, участвовавших в церемонии открытия летних Олимпийских игр 1984 года в Лос-Анджелесе. Отец посоветовал Бренту взять второй инструмент, виолончель, поскольку конкуренция в игре на ней гораздо ниже, чем на скрипке. Брент Катцл — композитор с классическим образованием.
Он писал для различных музыкантов и андеграунда (Vermeer, Augustine, This Allure, Monarch, Venus Infers и Джессика Добсон), и мейнстрима.

### Актёрская карьера
Брент Катцл снялся в фильме 2008 года «Глаз» с Джессикой Альбой в главной роли. Он появляется в начальной сцене, играя на виолончели в составе оркестра.
Его также можно услышать играющим на виолончели в заглавной композиции «Songs Like Rain» к одноимённому фильму 2006 года.
В 2014 году представители ямайской диаспоры спросили Брента, на скольких инструментах он умеет играть в процессе съёмок кино, и он ответил: «Не так много, как в колледже, но где-то около горстки» (англ. «Not as many as I could in college, but somewhere around a handful»).
Катцл написал саундтрек к международному художественному фильму «Behind the Water» 2016 года, в котором снялся активист Фрейзер Кершоу.

### OneRepublic
Брент присоединился к группе в начале 2007 года, после того, как бывший басист Тим Майерс покинул её ради сольной карьеры. Катцл играл на виолончели с четвёртого класса и говорил, что он никогда не будет играть в группе, которая «не позволит ему играть на виолончели».
Музыкант изменил звучание виолончели для рок-группы, используя эффекты задержки, реверберации и зацикливания. Он появился в дебютном альбоме OneRepublic «Dreaming Out Loud» в треке «All Fall Down», который основан на виолончельном хуке, повторяющемся на протяжении всего трека.
Помимо игры на виолончели и бас-гитаре, Катцл вместе с гитаристом Заком Филкинсом помогает и фронтмену группы Райану Теддеру писать песни и сочинять музыку для группы. Многие песни со второго альбома группы «Waking Up» были написаны и спродюсированы Брентом Катцлом, включая лид-сингл «All The Right Moves» и сингл «Good Life», а также «Feel Again» и «If I Lose Myself», которые являются синглами с третьего альбома «Native».
На концертах его можно увидеть играющим на бас-гитаре, виолончели и на бэк-вокале вместе с Филкинсом, барабанщиком Эдди Фишером и гитаристом Дрю Брауном.

### Личная жизнь
В 2017 году артист женился на Джеки Лесли.

## Творчество
Альбомы OneRepublic
- Dreaming Out Loud (2007)
- Waking Up (2009)
- Native (2013)
- Oh My My (2016)
- Human (2021)
- Artificial Paradise (2024)